# Battle.net

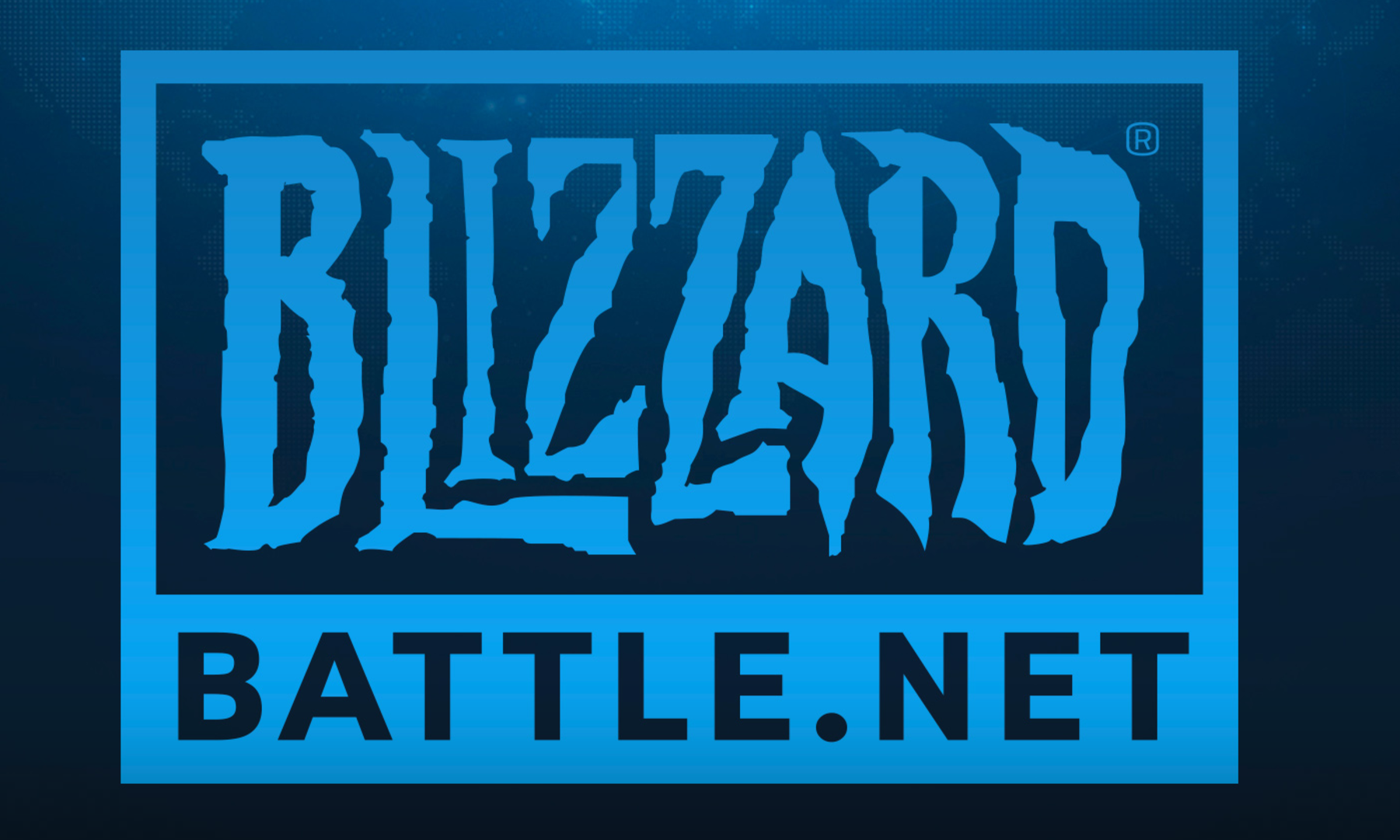
Oficiální logo k roku 2016

Battle.net je síť herních serverů. Tuto síť vytvořila a provozuje firma Blizzard Entertainment. Battle.net byl původně vytvořen pro hru Diablo. V té době podporoval pouze základní vlastnosti jako chatování a možnost zakládat hry a připojovat se do nich. Později po vydání hry StarCraft zaznamenal Battle.net velký nárůst popularity díky kterému se firma Blizzard Entertainment rozhodla o vytvoření speciální edice jejich již starší hry WarCraft II která bude také podporovat hru přes herní síť battle.net. Edice dostala název WarCraft II Battle.net edition. Poté již byly všechny hry od Blizzardu vydávány s podporou hraní přes Battle.net.
Battle.net je rozdělen na 4 celky podle světadílů:
- Evropa
- Asie
- Severní Amerika
- Jižní Amerika

Pro každý stát je v Battle.net rezervován herní kanál podle mezinárodní zkratky (např. pro Českou republiku je to CZE-1, pro Dánsko DNK-1).
Hráči se sdružují do týmů které se nazývají Klany. Tito hráči se pak účastní různých soutěží a lig a turnajů jak On-line přes internet tak off-line v rámci různých LAN turnajů (tzv. LAN párty). Mezi nejznámější soutěže v Evropě patří "WGTour", "BWCL Premier League" a již zaniklá “PGTour”. Díky velkému rozmachu on-line počítačových her se konají soutěže, které jsou obdobné jako Mistrovství Evropy nebo Mistrovství světa (WCG – World Cyber Games)
Po roce 2017 se na Battle.netu objevily hry, které nepochází přímo od dílen Blizzardu, ale od vydavatele Activision (známé např. sérií Call of Duty) který stejně jako Blizzard Entertainment spadá do koncernu Vivendi Games. Do té doby vydával Activision, který vydával hry primárně na Steamu nechal v roce 2017 vydat hru Destiny 2 (pokračování hry Destiny která byla vydána jen na herních konzolích PS3/PS4/XONE/X360) na Battle.net. Další hrou vydanou Activisionem bylo v roce 2018 Call of Duty: Black Ops 4, které se neobjevilo na Steamu ale jen na Battle.netu. Zároveň se jedná o první díl ze série bez SP kampaně, který byl nahrazen módem battle royale.

## Seznam podporovaných her
- Call of Duty: Black Ops 4
- Call of Duty: Warzone
- Diablo
- Diablo Shareware
- Diablo II
- Diablo II Stress Test (alfa verze Diabla II)
- Diablo II: Lord of Destruction
- Diablo III
- Hearthstone
- Heroes of the Storm
- Overwatch
- StarCraft
- Japanese StarCraft (beta verze japonské verze StarCraft)
- StarCraft Shareware
- StarCraft: Brood War
- StarCraft II
- Warcraft II: Battle.net Edition
- Warcraft III: Reign of Chaos
- Warcraft III: The Frozen Throne
- World of Warcraft
- World of Warcraft: The Burning Crusade
- World of Warcraft: Wrath of the Lich King
- World of Warcraft: Cataclysm
- World of Warcraft: Mists of Pandaria
- World of Warcraft: Legion